# Kaulsdorfer Weg
Der Kaulsdorfer Weg ist mit der Nummer 8 einer der 20 grünen Hauptwege. Das ist eine Zusammenstellung von 20 Wanderwegen durch das Berliner Stadtgebiet mit einer Gesamtlänge von rund 550 Kilometern. Ziel ist es, „Wohngebiete mit den vielfältigen Erholungsmöglichkeiten in Parkanlagen und Naherholungsgebieten von Berlin und Brandenburg“ (Senatsverwaltung für Stadtentwicklung und Umwelt) miteinander zu verknüpfen. Der Fußgänger soll dabei die Möglichkeit haben, „die Stadt als eine Verbindung von Kultur, Geschichte und Ökologie intensiv zu erleben“.

## Verlauf
Der 18 Kilometer lange Kaulsdorfer Weg führt durch grüne Siedlungsflächen in Rummelsburg, Karlshorst, Friedrichsfelde teils mit städtischem Charaktere, teils mit Reihen- und Einfamilienhäusern. Entlang des Biesdorfer Baggersees und durch die Ortskerne von Biesdorf und Kaulsdorf und weiter an der Mahlsdorfer Barnimkante (Berliner Balkon), wo der Blick über dieses große geschlossene Siedlungsgebiet, auf die Kaulsdorfer Baggerseen und hin zu den Müggelbergen geht. Der Kaulsdorfer Weg endet an der östlichen Berliner Stadtgrenze in Mahlsdorf Süd.

### Alt-Treptow
Der Beginn des Kaulsdorfer Wegs im Ortsteil Alt-Treptow liegt im Treptower Park am südlichen Spreeufer. Es besteht der Anschluss an den Spreeweg und den Fernwanderweg E11. Diese Stelle in der Nähe der Schiffsanlegestelle Treptow ist vom S-Bahnhof Treptower Park (Ringbahn und Görlitzer Bahn) gut erreichbar. Während der Weg E11 unter der Elsenbrücke hindurch am Südufer der Spree verbleibt, gehen Kaulsdorfer und Spreeweg gemeinsam über die Parkwegbrücke neben der Ringbahnbrücke Oberspree zum Nordufer der Spree. Dabei verlassen die beiden Hauptwege mit dem Überschreiten des Spreesüdufers den Ortsteil und auch den Bezirk Treptow-Köpenick.

### Friedrichshain
Auf der Parkwegbrücke über der Spree erfolgt der Wechsel in den Ortsteil Friedrichshain, Bezirk Friedrichshain-Kreuzberg. Der grüne Hauptweg 01 (Spreeweg) und der Hauptweg 08 (Kaulsdorfer Weg) führen an der Brückenrampe zwischen Bahnstrecke und Grünfläche zur Straße Alt-Stralau an der Ecke Kynaststraße. Der Spreeweg geht hier nach links (westwärts) zur Stralauer Allee, während der Kaulsdorfer Weg auf die Halbinsel Stralau nach rechts am Dora-Benjamin-Park abbiegt. Auf der Stralauer Halbinsel besteht ein durchgängiger Ufergrünzug um die Südostspitze mit dem Inselpark, am Ende der Tunnelstraße mit dem ehemaligen Spreetunnel. Der grüne Hauptweg 08 nutzt jedoch am Rande der Stralauer Neubauten die Glasbläserallee, die durch das Gelände der abgerissenen Stralauer Glaswerke führt. Am Ende der Straße ist der Rummelsburger See erreicht und der Uferweg führt um die (auch benannt als) Rummelsburger Bucht nach links zum Westufer. Nach 80 Meter Parkweg am Seeufer ist die Ortsteilgrenze von Friedrichshain erreicht.

### Rummelsburg
Mit dem Überschreiten von Friedrichshain nach Rummelsburg (Bezirk Lichtenberg) ist der Uferweg als Paul-und-Paula-Ufer benannt und führt weiter zum Nordufer. Vor dem Beginn der Bebauung („Quartier Rummelsburg 1“) geht der Lindenberger Korridor (Hauptweg 06) nach Norden ab, der Uferweg heißt nun Zillepromenade und um eine Kita herum wird die Emma-Ihrer-Straße erreicht, die nach links vom Ufer weg führt. Noch an den Straßen An den Knabenhäusern, An der Bucht und Vicki-Baum-Straße vorbei, wird im Weiteren die Rummelsburger Hauptstraße erreicht. Die Hauptstraße wird an der Ampelkreuzung in die Schlichtallee überschritten und durch zwei Eisenbahnbrücken (fünfgleisig für die Frankfurter Bahn und zweigleisig die Verbindung zur Ringbahn) und eine folgende Rohrbrücke (Fernwärmeleitung vom Kraftwerk Klingenberg) hindurch. Zwischen den Bahnbrücken geht die Zobtener Straße ab und liegt die KGA ‚Paradies II‘. Rechts an der Straße liegt die Max-Taut-Schule (OSZ) um diese herum und nach rechts weiter in die Fischerstraße. Links hinter Sportplatz und Recyclinghof besteht der Blockpark, ein Grünzug an der KGA ‚Sanssouci‘, rechts der Straße weitere Schulgebäude. Auf der Fischerstraße weiterwird die die Zobtener Straße und die Bahnstrecke von Rummelsburg her erreicht. Auf der Zobtener Straße, 10er Zone und Straßenschäden, ist zwischen Bahntrasse und Ortsteilgrenze zu Friedrichsfelde der Betriebsbahnhof Rummelsburg erreicht. Am Bahnhof vorbei nach schräg links geht es in den Hönower Weg und mit dem Anfang der Bahnlandwirtschaft-Kleingärten an der abzweigenden VnK-Strecke zum Biesdorfer Kreuz rechts vom Weg wird Rummelsburg verlassen.

### Friedrichsfelde
Auf dem Hönower Weg ist der Ortsteil Friedrichsfelde erreicht. Links vom Weg liegt der Hundepark, der schräg links auf dem Parkweg um den Sportplatz herum genutzt wird. Am Parkplatz und über den an der Dolgenseestraße geht der Kaulsdorfer Weg durch den Grünzug zwischen den Wohnblöcken (Mellensee- und Sewanstraße), in den 1960er Jahren als Hans-Loch-Viertel erbaut, und der VnK-Strecke. Am endenden Hönower Weg in Höhe der Friedenhorster Straße wird die Bahnunterführung nach rechts zu den Kleingärten genutzt, die schon außerhalb von Friedrichsfelde liegen.

### Karlshorst
Mit dem Wechsel der Seiten am Bahndamm nach Karlshorst durch die Unterführung zum Gartenweg der KGA ‚Frühauf‘ und ‚Gute Hoffnung‘ geht der Hauptweg nach links noch anschließend am HTW-Campus Treskowallee vorbei zur Treskowallee. Neben der Brücke wird diese überquert in den Richard-Kolkwitz-Weg und weiter an der Kleinhaussiedlung (Seifert-, Brekow-, Horterweg) entlang. Hier wechselt die U-Bahn-Strecke nach Hönow unter der VnK-Strecke hindurch auf die südliche Seite, so gehört ab Höhe Ursula-Goetze-Straße vorbei an den entwidmeten Flächen im Norden der Friedhöfe der Evangelischen Kirchgemeinden Friedrichsfelde und Karlhorst die Grenze zu Friedrichsfelde unbemerkt über den Kaulsdorfer Weg (hier weiter Richard-Kolkwitz-Weg) bis ans Ende der Friedhofsgelände zur Rechten. Hinter der Zwieseler Straße geht es über einen Gebietsstreifen der für die geplante Osttangente freigehalten wird, doch 80 Meter nach der Zwieseler Straße endet der Richard-Kolkwitz-Weg und auch der Ortsteil.

### Biesdorf
Mit dem Ortsteil Biesdorf wechselt der Kaulsdorfer Weg aus dem Bezirk Lichtenberg nach Marzahn-Hellersdorf. Über die Trasse der Osttangente führt der weitere Weg durch Unterführung einer abgerissenen Bahnstrecke und der zweigleisigen Bahnbrücke vom Biesdorfer Kreuz nach Süden. Nach rechts geht die Rägeliner und nach links die Schackelster Straße. Dann wird die Beruner Straße nach links und durch die Unterführung am U-Bahnhof Biesdorf-Süd. Vorbei an KGA ‚Dauergärten‘ und über die Debenzer Straße an der KGA ‚Klein Biesdorf Süd‘ wird am Straßenende das Westufer des Biesdorfer Baggersees und dessen Nordufer folgend zur Baggerseestraße begangen. Hier geht es nach Norden auf dem Gladauer Weg, an der Bahnbrücke die Weißenhöher Straße nach rechts und an der nächsten Kreuzung der Grabensprung nach links. 
Mit dem Überqueren von Alt-Biesdorf (B 1/B 5) an der Ampelkreuzung mit zwei getrennten Fahrbahnen geht es in die Oberfeldstraße gegenüber. Rechts auf dem Mittelstreifen liegt die historische Biesdorfer Kirche. Die erste Querstraße rechts ab (Parkweg) geleitet in den Schlosspark Biesdorf. Vom Parkeingang auf der Albert-Broderson-Allee (gegenüber Schloss Biesdorf) nach links und im Norden des Parks einen Parkweg am Parktheater nach rechts (ostwärts) zum Ausgang am Blumberger Damm/Frankenholzer Weg. Der Blumberger Damm schräg nach rechts überquert zum Parkplatz des Theaters am Park und durch die Grünfläche zu Gewerbeflächen an der Walsheimer Straße vor der U-Bahn-Strecke. Der vorgesehene Durchgang in Höhe Grundstück Walsheimer Straße 48 und an der zweigleisigen U-Bahn fehlt, so wird ersatzweise die Walsheimer Straße nach Süd genutzt und die U-Bahnbrücke Alt-Biesdorf genutzt. Direkt nach der Brücke führt der Biesdorfer Friedhofsweg nach links am „Landschaftspark Wuhletal“ (zunächst teils Brachland, dann Städtischer Friedhof Biesdorf) entlang nach Norden an der U-Bahn entlang. Vor dem S-/U-Bahnhof Wuhletal kommt von Süden her der Wuhletalweg (Hauptweg 14) auf den Verlauf des Hauptwegs 08. Auf der Wasserwegbrücke überwinden beide Hauptwege die Wuhle, an deren Ostufer hier wird der Ortsteil verlassen.

### Kaulsdorf
Über die Wasserwegbrücke nach der Wuhle ist Kaulsdorf erreicht. Der Wuhletalweg führt nach Norden durch den S- und U-Bahnhof an der Wuhle weiter, der Kaulsdorfer Weg wendet sich nach Süden und südlich um den Friedhof Kaulsdorf, der an der Ortsteilgrenze von Hellersdorf liegt, herum. Durch eine Acker- und Grünfläche wird die Dorfstraße am nördlichen Ende erreicht. Diese Straße an der Zernsdorfer Straße vorbei erreicht der Kaulsdorfer Weg auf der Dorfstraße Höhe Brodauer Straße die historische Kaulsdorfer Jesuskirche auf einer dreieckigen Grünfläche. Am Dorfkrug von 1800 und der Neuapostolischen Kirche vorbei erreicht die Dorfstraße wiederum die Bundesstraße im Zuge der alten Handels- und Heerstraße und Teilstück der Reichsstraße 1 von Aachen über Berlin nach Königsberg (heute: B1/B5). Im Ortsteil mit dem Namen Alt-Kaulsdorf wird dieser Straßenzug ampelgesteuert in die Chemnitzer Straße überquert. Der Kaulsdorfer Weg biegt an der ersten Querstraße nach links in Am Niederfeld. Links liegen zunächst Gewerbeflächen und rechts das Siedlungsgebiet Kaulsdorf-Süd. In dieses Siedlungsgebiet nach rechts die Windthorststraße, Reetzer, Königshütter, Penkuner We, Lassaner Straße zu den beiden letzteren nach links Am Feldberg und Steffenshagener Straße die ebenfalls durch Siedlungen bis an Alt-Kaulsdorf führen. Im Weiteren führt Am Niederfeld durch Grünland, rechts das LSG Butzer See, nach links die Rosenhagener Straße dann das auf beiden Seiten liegende LSG. Zur Straße Alt-Kaulsdorf nach Norden liegt schon der Barnimer Hang, auf dem auch landwirtschaftliche Nutzflächen liegen. An der Kreuzung Am Niederfeld vor dem Kressenweg wird der Ortsteil verlassen. 

### Mahlsdorf
Aus der Straße Am Niederfeld geht es über den Kresseweg in den Ortsteil Mahlsdorf. Der Kaulsdorfer Weg führt einige Schritte in die Elsenstraße und dann schräg links bergauf nördlich der Siedlung Elsengrund und vom Elsensee auf einem Fußweg durch das LSG ‚Barnimer Hang‘. Hier wird an der ehemaligen Bockwindmühle der Aussichtspunkt ‚Berliner Balkon‘ (42 m ü. NN) erreicht. Weiter führt der Weg am Hang abwärts zur ‚Freien Schule Elsenstraße‘. Zwischen dieser und dem Alba-Reclinghof links führt der Weg auf dem Grünzug weiter zum Gutspark Mahlsdorf mit dem Gründerzeitmuseum. Der Hauptweg gelangt am Nordrand des Gutsparks zum Hultschiner Damm, auf dem die Straßenbahnlinie 62 zum S-Bahnhof Mahlsdorf und zum S-Bahnhof Köpenick fährt. Der grüne Hauptweg nach rechts führt am Ende des Gutsparks wiederum zur Elsenstraße. Vorbei am Elsenteich führt der Weg an der Mündung der Rosa-Valetti-Straße über die Straßenbahngleise und den Hultschiner Damm in die Rahnsdorfer Straße. Diese Straße mit Busverkehr wird durch Nutzung der Siedlungsstraßen umgangen. Nach links in den Röbeler Weg, nach rechts in die Karlstraße, vorbei an der abgehenden Theodor- und Heribaldstraße über die kreuzende Pilgramer Straße und am Ende rechts in die Hochwieser Straße. Ist die Rahnsdorfer Straße erreicht, führt wiederum der Kaulsdorfer Weg nach links zum Zipser Weg. Hier gehört 100 Meter weiter die linke Straßenseite mit dem Friedhof schon zu Hoppegarten mit einem Eingang von Berliner Gebiet aus. Der grüne Hauptweg findet sein Ende an der Stadtgrenze zu Hoppegarten (Heidemühle), wo die Straße als Friedhofstraße durch den Dahlwitzer Forst als Brandenburger Wanderweg weiterführt. An der Dahlwitzer Straße ist mit der Haltestelle Nesselgrund der Buslinie 108 eine Rückfahrt nach Lichtenberg möglich. Außerdem besteht im Dahlwitzer Forst ein Anschluss an den Europäischen Fernwanderweg E11. Auf diesem lässt sich durch den Berliner Stadtforst im Erpetal Friedrichshagen und dort der S-Bahnhof Friedrichshagen erreichen, vom Ende des Kaulsdorfer Wegs sind es 4,6 Kilometer zum S-Bahnhof.

## Nahverkehrsanschlüsse
Aus der Innenstadt heraus liegen folgende ÖPNV-Anschlüsse am Kaulsdorfer Weg: über die Rummelsburger Bucht hinweg der S-Bahnhof Treptower Park, gefolgt von S-Bahnhof Ostkreuz und S-Bahnhof Betriebsbahnhof Rummelsburg, nach Norden sind Wege-Zugänge an den U-Bahnhof Biesdorf Süd und den S+U-Bahnhof Wuhletal möglich.